# 리브니

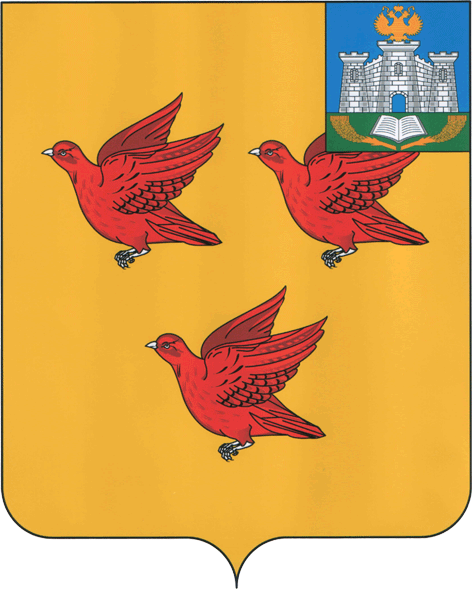
시 문장

리브니(러시아어: Ливны)는 러시아 오룔주 남동부에 위치한 도시로, 인구는 52,841명(2002년 기준)이며 오룔(오룔 주의 주도)에서 남동쪽으로 150km 정도 떨어진 곳에 위치한다.
1586년 우스트리브니(Ust-Livny)라는 마을이 형성되었다는 기록이 전하지만 1177년 몽골족의 러시아 침공 이전에 건설되었다는 설도 있다.